# Anomala plectrophora
Anomala plectrophora är en skalbaggsart som beskrevs av Ohaus 1916. Anomala plectrophora ingår i släktet Anomala och familjen Rutelidae. Inga underarter finns listade i Catalogue of Life.